# Iunie 2001
Acest articol este generat integral pe baza informațiilor din articolul 2001 și este actualizat periodic de un robot.
 Editările făcute în articol vor fi șterse la următoarea actualizare! Dacă doriți să faceți modificări, editați articolul-sursă.

ianuarie -
februarie -
martie -
aprilie -
mai -
iunie -
iulie -
august -
septembrie -
octombrie -
noiembrie -
decembrie
Iunie 2001 a fost a șasea lună a anului și a început într-o zi de vineri.

## Evenimente
- 1 iunie: Prințul încoronat Dipendra de Nepal și-a ucis tatăl, regele, mama și pe ceilalți membri ai curții regale cu o armă, apoi s-a sinucis. Unchiul său, Gyanendra, devine noul rege.
- 1 iunie: canalul TV Minimax a fost lansat în România și în Republica Moldova.
- 1 iunie: Atentatul sinucigaș comis de Hamas la clubul Dolphinarium din Tel Aviv, Israel, ucide 21 de persoane.
- 5 iunie: Senatorul american, Jim Jefford, părăsește partidul republican. Partidul Republican pierde controlul asupra șefiei Senatului din Congresul American și îl preia Partidul Democrat.
- 5-9 iunie: Furtuna tropicală Allison ucide 22 de persoane în Texas, distruge Centrul Medical Texan și produce pagube de 5 miliarde $.
- 7 iunie: Fostul suveran al României, regele Mihai, îl invită la cină, la Palatul Elisabeta, pe președintele Ion Iliescu.
- 7 iunie: George W. Bush semnează actul dezvoltării economice și reconcilierii impozitelor, cunoscut că primul pas din seria de tăieri de taxe comise de administrația Bush.
- 11 iunie: La Terre Haute, Indiana, Timothy McVeigh este executat pentru atentatul de la Oklahoma City din 1995.
- 16 iunie: PDSR fuzionează cu PSDR devenind Partidul Social Democrat (PSD).
- 19 iunie: O rachetă lovește un teren de fotbal în nordul Irakului, omorând 23 de persoane și rănind alte 11. Potrivit oficialilor americani, a fost o rachetă irakiană care s-a defectat.
- 21 iunie: Este finalizat cel mai lung tren, de către compania BHP Iron Ore, și este stabilit între Newman și Port Hedland în Australia.
- 23 iunie: Cutremur de 7,9 grade Richter în Peru.
- 30 iunie: Centrul Național Spațial din Leicester, Anglia, este construit de Nicholas Grimshaw.

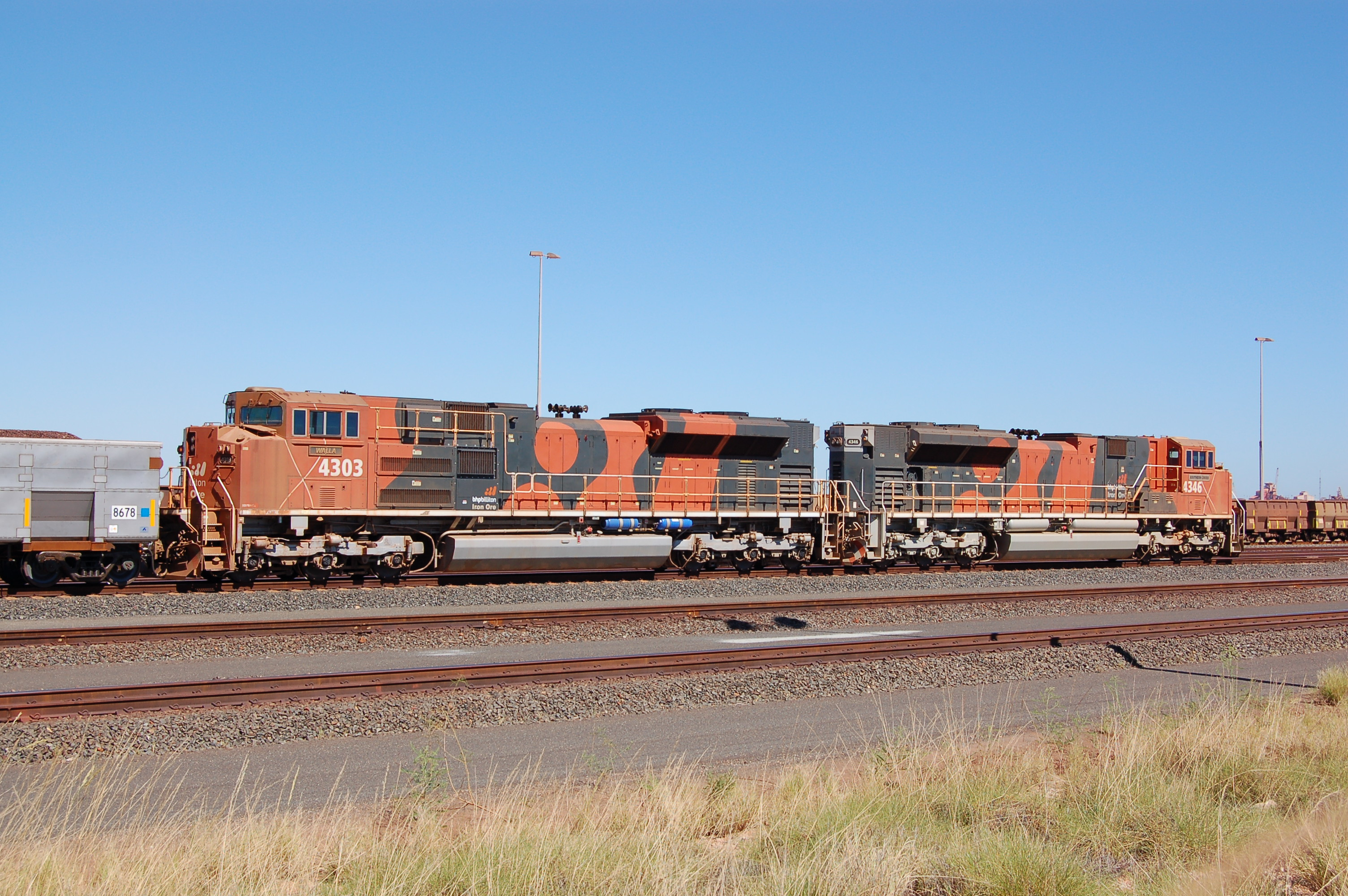
Cel mai lung tren BHPB Iron Ore
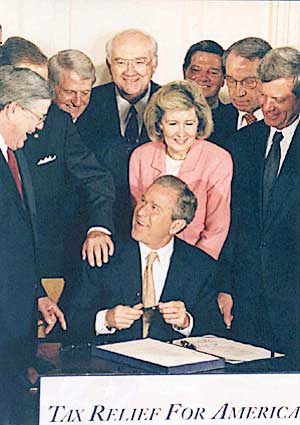
7 iunie: George W. Bush semnează Actul dezvoltării economice și reconcilierii impozitelor
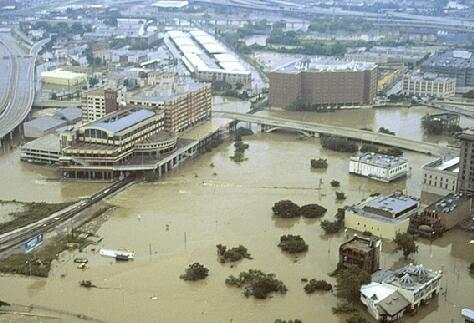
Furtuna tropicală Allison
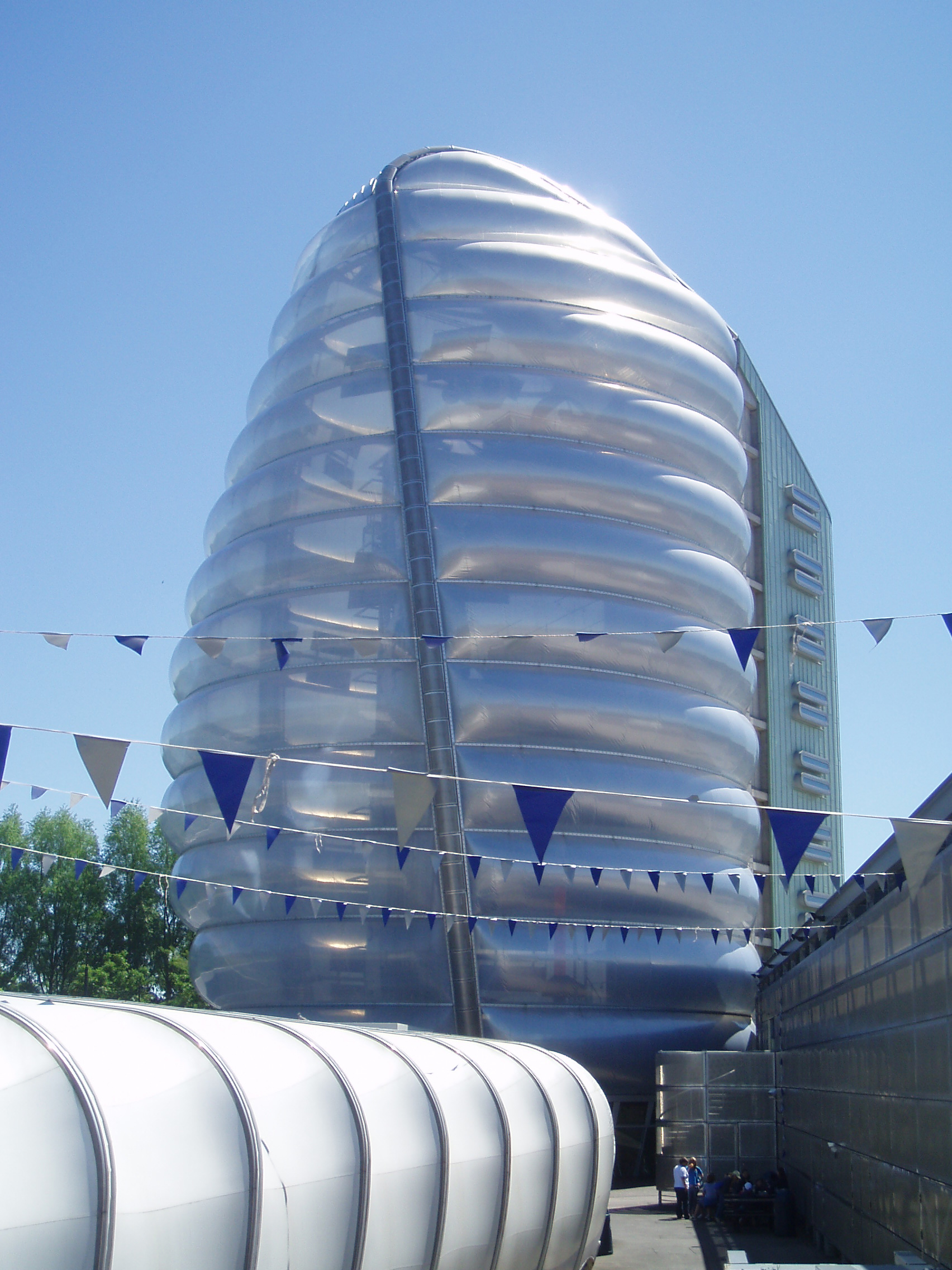
Centrul național spațial

## Nașteri
- 1 iunie: Ed Oxenbould, actor australian
- 4 iunie: Takefusa Kubo, fotbalist japonez
- 12 iunie: Théo Maledon, jucător francez de baschet
- 18 iunie: Gabriel Martinelli, fotbalist brazilian
- 21 iunie: Alexandra Obolentseva, șahistă rusă

## Decese

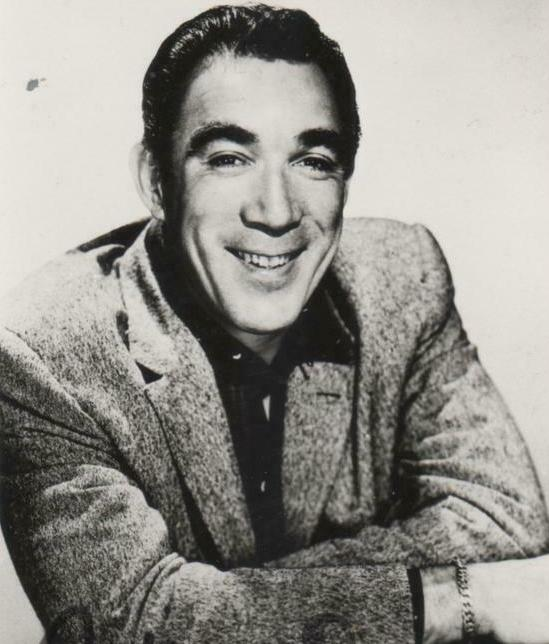
Anthony Quinn

- 2 iunie: Imogene Coca (n. Emogeane Coca), 92 ani, actriță americană (n. 1908)
- 3 iunie: Anthony Quinn (n. Antonio Rodolfo Ouinn Oaxaca), 86 ani, actor mexican-american (n. 1915)
- 6 iunie: José Manuel Castañón, scriitor spaniol (n. 1920)
- 8 iunie: Haralambie Boroș, regizor de film român (n. 1924)
- 11 iunie: Timothy McVeigh (Timothy James McVeigh), 33 ani, terorist american, (n. 1968)
- 17 iunie: Donald J. Cram (Donald James Cram), 82 ani, chimist american, laureat al  Premiului Nobel (1987), (n. 1919)
- 18 iunie: Károly Csőgör, 68 ani, politician român de etnie maghiară (n. 1932)
- 19 iunie: Sargis Baghdasaryan, sculptor armean (n. 1923)
- 22 iunie: Luis Carniglia (Luis Antonio Carniglia), 83 ani, fotbalist și antrenor argentinian (n. 1917)
- 23 iunie: Corinne Calvet (n. Corinne Dibos), 76 ani, actriță franceză (n. 1925)
- 27 iunie: Tove Jansson (Tove Marika Jansson), 86 ani, autor și ilustrator finlandez (n. 1914)
- 27 iunie: Jack Lemmon (John Uhler Lemmon III), 76 ani, actor și regizor american (n. 1925)
- 28 iunie: Mortimer J. Adler (Mortimer Jerome Adler), 98 ani, filosof american (n. 1902)
- 29 iunie: Maximos V Hakim, 93 ani, patriarh egiptean (n. 1908)
- 30 iunie: Joe Fagan (Joseph Fagan), 80 ani, fotbalist și antrenor englez (n. 1921)